# Simfonia en do (Wagner)
La Simfonia en do major, WWV29, és l'única obra simfònica que va escriure Richard Wagner.

## Moviments
Té quatre moviments que duren aproximadament 37 minuts:
1. Sostenuto e maestoso - Allegro con brio
2. Andante ma non troppo, un poco maestoso
3. Allegro assai
4. Allegro molto e vivace

El primer moviment és titulat sostenuto i maestoso, per pa assar més endavant a Allegro con brio, i és un moviment en forma de sonata, precedit d'un preludi. El moviment està estructurat en forma clàssica, però l'ús a fons en la secció de desenvolupament dels diversos motius que han aparegut amb anterioritat en el moviment proporciona evidència el deute de Wagner a Ludwig van Beethoven. Dit d'una altra manera, es podria dir que tots els aspectes de la música es remunten a un motiu bàsic, la qual cosa és una tècnica que Wagner va explotar posteriorment amb un efecte més evident en el Preludi a Das Rheingold.
El segon moviment, Andante ma non troppo, un poco maestoso, està en la tonalitat de la menor. Encara que la forma no és tan clarament estructurada com en el tercer moviment, la forma general és A + B + B + A + coda, amb un fort contrast entre l'A líric i la senyalització d'idees del B. Val la pena observar que els moviments s'inicien amb un motiu de la coda del primer moviment, el que indica que Wagner aquí tracta d'establir una relació entre ambdós moviments.
El tercer moviment, Allegro assai, és un scherzo amb una clara estructura formal A + B + A + B + A (coda). A es caracteritza per un ritme dinàmic adequat a un moviment scherzo, mentre que a B (una mica menys allegro) hi apareix una línia melòdica suau i flexible, de manera que s'estableix un fort contrast entre les concepcions musicals de l'scherzo A i el trio B. L'efecte climàtic de la coda al final del moviment s'ha descrit com a molt digne de Beethoven.
El quart moviment, Allegro molto e vivace, s'estructura en la forma sonata clàssica com el moviment d'obertura. Però Wagner no dubta a ser audaç: la idea que segueix a la presentació del primer tema és molt inestable en la tonalitat, i el segon tema es presenta a tres veus. D'altra banda, Wagner accelera el tempo (allegro più) a la meitat de la coda per generar un augment en l'excitació mentre la música es mou cap a la seva fi. Veiem aquí la conducció de Wagner casa a una velocitat vertiginosa.

## Instrumentació
2 flautes, 2 oboès, 2 clarinets en do, 2 fagots, 4 trompes en do, 2 trompetes en do, 2 timbales en do i en sol, violins, violes, violoncels i contrabaixos. En el segon moviment s'afegeixen contrafagot i 3 trombons i s'empren 2 clarinets en si, trompes en mi i en fa, trompetes en fa i timbal en fa.

## Història

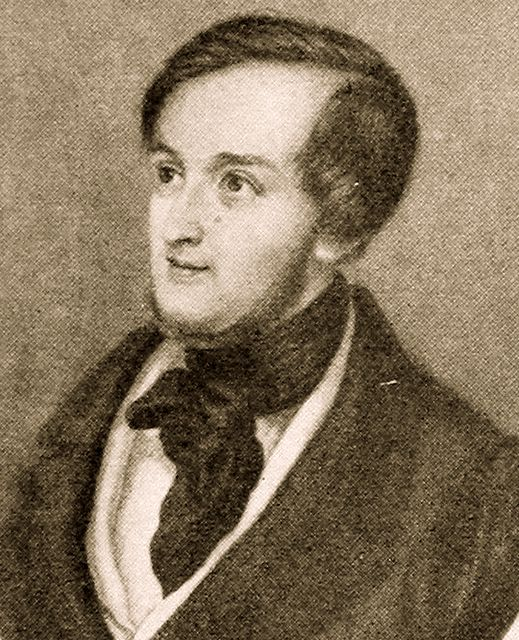
Wagner a l'època de la composició.

Aquesta obra pot considerar-se "capital" durant els seus anys de formació juvenil. Estrenada a Praga on la va dirigir Bedřich Diviš Weber, es va interpretar també en l'Euterpe, Nadal de 1832 i  "a tall d'assaig", abans de ser tocada en la Gewandhaus de Leipzig el 10 de gener de 1834, igualment amb un insuficient nombre d'assajos. L'obra va ser lloada per Heinrich Laube, amic del compositor, en un article publicat a la  "Gaseta del gran món".
Wagner va oferir aquesta simfonia a Mendelssohn (1834 o 1835) qui la va extraviar. Amics de Wagner van realitzar gestions davant el fill de Mendelssohn, com el seu hereu, sense resultats. La recuperació d'aquesta simfonia es va deure a l'aparició en Dresden d'una maleta plena de partitures i que contenia les parts per a orquestra que el mateix Wagner havia encarregat i costejat a un copista de Praga. El compositor va poder així recuperar l'obra i el seu amic Anton Seidl es va encarregar de  "compondre una nova partitura".
Va poder tocar-se de nou en Venècia al festival de Nadal celebrat al Licée Marcello en 1882. Aquesta interpretació va satisfer el mestre alemany perquè va disposar de prou assaigs previs i dels "dots naturals dels músics italians per l'accent i l'expressió". La simfonia és editada i reflecteix ja un cert domini de la forma.

### Simfonia núm. 2 en mi major
Wagner va deixar esbossat només un fragment d'una segona simfonia en la tonalitat de mi major, WWV 35, compost entre agost i setembre de 1834 i estrenat a Múnic el 13 d'octubre de 1988.

### Després de Parsifal
Després de completar Parsifal, Wagner va expressar la seva intenció de tornar a escriure simfonies. No obstant això, no es conserven esbossos d'aquestes obres, ni es té certesa que els arribés a realitzar.